# Family Tree (Band)
Family Tree war ein von 1972 bis 1975 bestehendes Popmusik-Gesangsensemble aus München.

## Geschichte
Die Formation wurde vom DJ und Musikproduzenten Gunter „Yogi“ Lauke, der seinerzeit in Rottach-Egern beim Label Finger Records (zuvor Bellaphone Finger) als "A&R-Manager" arbeitete, auf Anfrage des SR-Hauptabteilungsleiters für Fernsehunterhaltung Albert-Carl Weiland ins Leben gerufen. Für das gesamte Projekt wurden 150.000 Deutsche Mark bereitgestellt. Laukes Ziel war eine Gruppe für sämtliche Genres von Folk bis Jazz.
Das Debütalbum wurde 1971 im Union-Studio München aufgenommen. Die elfköpfige Urbesetzung bestand aus dem US-Amerikaner Timothy Touchton, der Luxemburgerin Monique Melsen, der Jamaikanerin Millie Fennell, dem Liberianer Marboo Whisnant, den philippinischen Schwestern Enry David-Fascher und July David, Michelangelo, Günther Moll, John Coller, Tommy Roland und Schlumpfy. Family Tree war die erste deutsche Popgruppe mit eigener Choreografin  (von der Bayerischen Staatsoper). Für das Arrangement wurde der damals noch unbekannte Rainer Pietsch hinzugezogen. Die Deutsche Presse-Agentur stellte ihren Fotografen Kristian Steinbrücker zur ständigen Begleitung der Formation ab; er schoss auch das Coverfoto des ersten Albums sowie das Foto für den Stern-Artikel „Aus München kommt ein internationaler Pop-Chor: Eine neue Elf steigt auf“ in der Ausgabe 09/1972.
Präsentiert wurde das Ensemble dann offiziell im September 1972 auf der Polydor-World-Convention im Berlin Hilton. Moderator der Veranstaltung war damals Henning Venske. NDR-Regisseur Sigmar Börner, enttäuscht von seinem Standard-Background-Ensemble The Les Humphries Singers, engagierte Family Tree für alle im Studio Hamburg produzierten Ausgaben seiner Sendereihe Hits a gogo. Es folgten Auftritte in ganz Europa. Mani Hildebrand und Toni Wachter drehten sofort mit Regisseur Gianni Paggi vom TV DRS ein Porträt der Truppe mit allen zwölf Titeln des ersten Albums, gesponsert von Yves Rocher. 1973 erschien mit Now ein zweites Album und eine Single, eine weitere 1974. Auf dem zweiten Album gehörten bereits Lucy Neale, Donna Summer, Jodie Clarke, Mel Canady und Tony Gregory zur Formation. Nicht mehr dabei waren Monique Melsen, Marboo Whisnant, Schlumpfy sowie Enry und July David. 1975 begleitet die Formation Ilja Richter in seiner Show disco auf Peter Igelhoff.
Im gleichen Jahr löste sich Family Tree auf.

## Mitglieder
- Timothy „Tim“ Touchton (* 1946), ein US-amerikanischer Musiker, Komponist und Musikproduzent, tourte früher als Schlagzeuger mit Bobbie Gentry und kam über das Rock-Musical Jesus Christ Superstar nach Deutschland, wo er unter anderem Love Generation spielte.
- „Michelangelo“, bürgerlich Rainer Limpert (* 1946), veröffentlichte mehrere Singles und hielt sich 1971 mit seinem Hit Du bist meine Liebe zwei Wochen lang in den niederländischen „Top 40“.[3]
- Günther „Molly“ Moll, veröffentlichte unter dem Namen „Peter Mayland“ 1972 die Solo-Single Melanie / Goodbye my Friend[4] und wurde als Texter, Komponist und Produzent bekannt.[5][6]
- „John Coller“, bürgerlich Klaus Lambert, Sänger der Coverband Starfighters, strebte Mitte der 1970er Jahre eine Solokarriere an, nannte sich zunächst „Kid Colbert“ und dann „John Coller“. Er erarbeitete sich als professioneller Streckensprecher bei seinen Fans auf dem Hockenheimring den Beinamen „The Voice of UHS-Divinol-Cup“.[7] Heute nutzt er als Musiker das Pseudonym „Kolla“.
- „Tommy Roland“, bürgerlich Claus Dittmar (1947–2000), veröffentlichte 1975 unter dem Pseudonym „Eddie Foster“ die Single Ich geh' doch jedesmal am Hit vorbei / Meine erste Band[8] und weitere unter seinem Klarnamen.[9]
- „Schlumpfy“, bürgerlich Renate Bilsbury, geborene Stumpf (* 1950), sang nach Family Tree von 1974 bis 1976 bei den Les Humphries Singer. 1976 heiratete sie Jimmy Bilsbury. Die Ehe wurde 1996 geschieden.[10] 1982 war sie ein weiteres Mal bei den Les Humphries Singers aktiv.
- Millie Fennell, geboren in Jamaika, lebte schon damals in London. Sie veröffentlichte 1982 die Solo-Single Reggae Roller / Heat of Jamaica.[11]
- Marboo Frederich Whisnant (1948–2013) wurde in Monrovia geboren als Sohn von Isaac Jonathan Whisnant, einem hohen Beamten der Grenzschutzeinheit Liberian Frontier Force, aus der die Armed Forces of Liberia hervorgegangen sind. Nach Deutschland kam er 1968. Er selbst veröffentlichte in den 1970er Jahren eine Reihe von Solo-Singles.[12] Er tourte durch verschiedene europäische Länder und ging 1979 in die Vereinigten Staaten, wo er sich gänzlich dem Dienst der Kirche verschrieb.[13]
- Enry David-Fascher (1948–2019), verheiratet mit Horst Fascher, veröffentlichte unter dem Pseudonym „En Davy“ nach ihrem Bandausstieg zwei Solo-Singles bei Telefunken und weitere im Duo mit ihrer Schwester July.[14] Zudem sang sie vor ihrem Übertritt zu Family Tree von 1970 bis 1972 bei den Les Humphries Singers und später nochmals von 1991 bis 1993.
- July David (* 1952) sang nach dem Ausstieg bei Family Tree mit ihrer Schwester Enry im Duo, unter dem Namen Big Secret.[15] Sie ist nicht mit der gemeinsamen Schwester Myrna David (* 1941) zu verwechseln, die von 1970 bis 1972 mit Enry bei den Les Humphries Singers sang.
- Lucy Neale (* 1949), geboren in Cleveland, veröffentlichte 1974 unter dem Pseudonym „Lucy O'Day“ die Solo-Single Nur beim Träumen / Komm heim zu mir.[16] Sie sang von 1975 bis 1978 Love Generation und von 1980 bis 1985 bei den Hornettes. Zusammen mit Mel Canady gründete sie später die Münchener Jazz-Formation „Ruby & The Mudflaps“. Sie arbeitete auch für zahlreichen Interpreten als Studiosängerin und lebt heute in San Diego.[17]
- Donna Summer (1948–2012) wurde bekannt als Sängerin und Songschreiberin. In ihrer Autobiografie Ordinary Girl beschrieb sie die Zeit bei Family Tree als eine für sie schöne Zeit.
- Mel Canady aka „Candy“ aus Alabama, veröffentlichte später mehrere Solo-Singles.[18] Zusammen mit Lucy Neale spielte er später in der gemeinsam gegründeten Band „Ruby & The Mudflaps“. Er ist Sänger und Keyboarder seiner Münchener Band „Chessboard“ und Chorleiter des Gospelchors „Gospels&more“. Unter anderem arbeitet er auch als Gesangslehrer für Soul, Jazz und Gospel.[19]
- Tony Gregory (* 1946) sang unter anderem in der Big Band von Bertie King und bei Byron Lee and the Dragonaires. Er veröffentlichte Solo-Alben und mehrere Singles.[20] Er lebt und arbeitet in seiner Heimat Jamaika als Produzent.[21]
- Zu Jodie Clarke liegen derzeit keine Informationen vor.

## Diskografie
Alben
- 1972: Family Tree (Polydor)
- 1973: Now (Polydor)

Singles
- 1973: Europa Park / Sweet Music (Polydor)
- 1974: O lé lé / Come Back Billy Joe (Warner Bros)

Kompilationen
- 1973: Reason for Love und Hey Brother, Come to Jerusalem zu Festival ’73 (Polydor)